# 稲田橋
稲田橋（いなだばし）は、新潟県上越市稲田二丁目 - 東本町五丁目の関川に架かる上越市道四辻町稲田橋線の橋長227 m（メートル）の桁橋。

## 概要
- 形式 - 鋼単純合成鈑桁橋5連
- 活荷重 - TL-20
- 橋長 - 213.400 m
  - 最大支間長 - 5×41.900 m
- 幅員 - 14.0 m
  - 車道 - 9.00 - 10.00 m
  - 歩道 - 両側2.00 - 2.50 m
- 鋼重 - 721 t
- 橋台 - RC逆T式橋台（場所打ち杭基礎）
- 橋脚 - RC逆T式壁式橋脚（鋼管杭基礎）
- 床版 - 鉄筋コンクリート
- 施工 - 佐藤鉄工・日本鋼管[注釈 1]
- 竣工 - 1987年（昭和62年）[1][2]

## 歴史
古来より関川の河口部は直江津の湊が開かれ、同地付近に北陸道が関川を渡る橋としていつの頃からか応化橋（おうげのはし）がかけられていた。
1610年（慶長15年）堀氏が改易されると、松平忠輝が福島城に入ったが、1614年（慶長19年）に福島城を放棄して高田城を築城すると、高田の発展のため応化橋も破棄された。応化橋が破棄されたため、北陸街道を利用する者も直江津から高田まで約6キロメートルの迂回を強いられ、直江津の発展は立ち遅れた。高田から北陸街道が荒川（関川）を渡るところに荒川橋（稲田橋）が現在の稲田橋よりやや北に架けられ、往下橋の名はこの通りが青田川を渡る橋に使われて現在に至る。このため、稲田橋は江戸時代では、現在の上越市の関川に架けられた唯一の橋であった。
1710年（宝永7年）に橋長69 mの橋、1747年（延享4年）に橋長84 mの橋、1766年（明和3年）に橋長95 mの橋が架けられた。
1882年（明治5年）橋長100 m、幅員4.5 mの木橋、1893年（明治16年）8月に橋長87 m、幅員4.2 mの木橋に架け替えられた。
1955年（昭和30年）6月22日にそれまで、橋長98.1 m、幅員5.4 mの木橋であったものが、橋長97 m、幅員7 mのコンクリート桁橋に架け替えられた。
1982年（昭和57年）9月13日に台風第18号のため関川流域では大規模な水害が発生したことから河川激甚災害対策特別緊急事業によって関川の引提がきまり、これに合わせて架替を実施することになった。当時の橋梁管理者の新潟県でも拡幅計画があったことから、合併施行として建設省北陸地方建設局長と新潟県知事間で1984年（昭和59年）2月22日に協定を締結した。施行主体は建設省として総工費は27.5億円は両者で分担した。架設にあたっては交通の確保のため、現橋の上流に架設した。取付道路は旧橋を供用しつつ施工するため片側ずつ施工した。新橋は1983年度（昭和58年度）に下部工に着手し、上部工に1985年度（昭和60年度）着手、1988年（昭和63年）11月に供用された。